# 296 (عدد)
296 هو عدد صحيح طبيعي بين 295 و297

## في الرياضيات

### خصائص
- 296 عدد زوجي
- 296 عدد ناقص